# Pontania aquilonis
Pontania aquilonis är en stekelart som beskrevs av Benson 1941. Pontania aquilonis ingår i släktet Pontania, och familjen bladsteklar. Arten är reproducerande i Sverige.